# Подбельский, Юрий Николаевич
Юрий Николаевич Подбельский (1886—1938) — член ПСР, в 1919—1920 годах являлся представителем Совета кооперативных Съездов в Тамбове. Расстрелян 15 января 1938 года.

## Семья
Отец — революционер-народоволец Папий Павлович Подбельский (1859—1889), выходец из польского дворянского рода Подбельских, к которому принадлежал, к примеру, прусский военный и государственный деятель Виктор фон Подбельский, в 1882 году был арестован и сослан в Якутию.
Мать, Екатерина Петровна Сарандович (1858 — после 1934), была арестована в 1879 году в Киеве за участие в подкопе под Харьковскую тюрьму.
Брат Вадим Подбельский — нарком почт и телеграфов РСФСР.